# Danh sách loài Pinguicula
Sau đây là danh sách các loài thực vật trong chi Pinguicula.

## Phân chiIsoloba

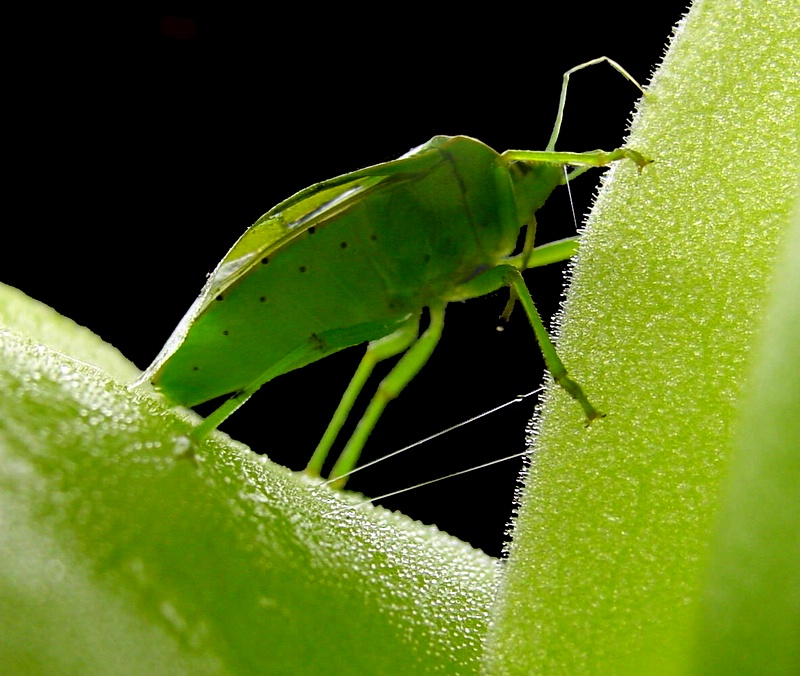
Pinguicula gigantea with prey. The insect was too large and was able to escape.

### PhầnAgnata
- Pinguicula agnata
- Pinguicula albida
- Pinguicula filifolia
- Pinguicula gigantea
- Pinguicula benedicta
- Pinguicula cubensis
- Pinguicula infundibuliformis
- Pinguicula pilosa
- Pinguicula lithophytica

### PhầnCardiophyllum
- Pinguicula crystallina
  - Pinguicula crystallina subsp. hirtiflora
- Pinguicula habilii[1]

### PhầnDiscoradix
- Pinguicula casabitoana
- Pinguicula lignicola

### PhầnHeterophyllum
- Pinguicula acuminata
- Pinguicula heterophylla
- Pinguicula kondoi
- Pinguicula mirandae
- Pinguicula parvifolia
- Pinguicula rotundiflora
- Pinguicula imitatrix
- Pinguicula conzattii

### PhầnIsoloba
- Pinguicula lilacina
- Pinguicula pumila: small butterwort
- Pinguicula sharpii
- Pinguicula takakii
- Pinguicula caerulea: blue-flower butterwort
- Pinguicula ionantha: Godfrey's butterwort, violet butterwort
- Pinguicula lutea: yellow butterwort
- Pinguicula planifolia: Chapman's butterwort
- Pinguicula primuliflora: southern butterwort
- Pinguicula lusitanica

## Phân chiPinguicula

### PhầnCrassifolia

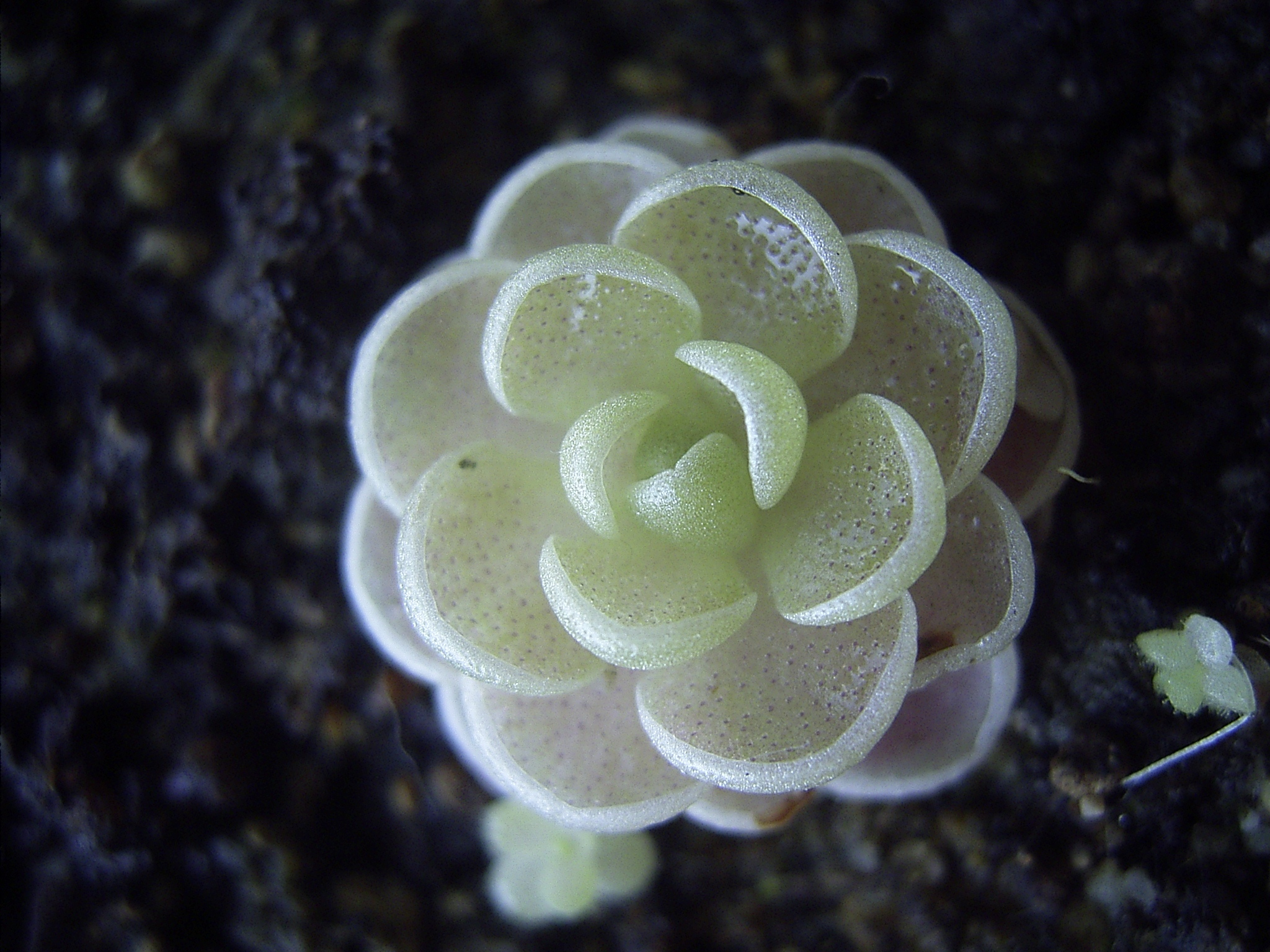
Pinguicula esseriana

- Pinguicula esseriana
- Pinguicula ehlersiae
- Pinguicula debbertiana
- Pinguicula jaumavensis

### PhầnHomophyllum
- Pinguicula greenwoodii
- Pinguicula jackii
- Pinguicula lippoldii
- Pinguicula toldensis

### PhầnLongitubus
- Pinguicula calderoniae
- Pinguicula crassifolia
- Pinguicula hemiepiphytica
- Pinguicula laueana
- Pinguicula utricularioides

### PhầnNana
- Pinguicula villosa: Hairy butterwort

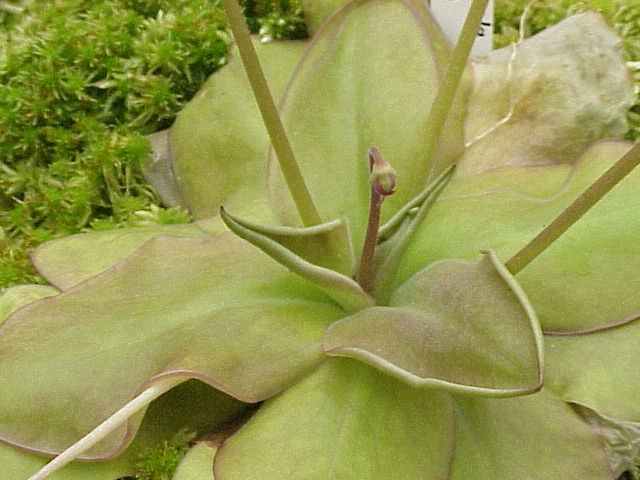
Pinguicula moranensis

### PhầnOrcheosanthus
- Pinguicula macrophylla
- Pinguicula oblongiloba
- Pinguicula colimensis
- Pinguicula cyclosecta
- Pinguicula mesophytica
- Pinguicula moranensis
- Pinguicula orchidioides (synonym P. stolonifera)
- Pinguicula zecheri
- Pinguicula gypsicola
- Pinguicula moctezumae
- Pinguicula elizabethiae

### PhầnOrchidioides
- Pinguicula laxifolia

### PhầnPinguicula
- Pinguicula balcanica
  - Pinguicula balcanica var. tenuilaciniata
- Pinguicula corsica

- Pinguicula poldinii
- Pinguicula grandiflora

Pinguicula grandiflora

  - Pinguicula grandiflora subsp. rosea
- Pinguicula leptoceras
- Pinguicula longifolia
  - Pinguicula longifolia subsp. causensis
  - Pinguicula longifolia subsp. dertosensis
  - Pinguicula longifolia subsp. reichenbachiana
- Pinguicula macroceras: California butterwort
  - Pinguicula macroceras var. macroceras
  - Pinguicula macroceras subsp. nortensis
- Pinguicula mundi
- Pinguicula nevadensis
- Pinguicula vallisneriifolia
- Pinguicula vulgaris: common butterwort

## Phân chiTemnoceras

### PhầnAmpullipalatum
- Pinguicula antarctica
- Pinguicula calyptrata
- Pinguicula chilensis
- Pinguicula involuta
- Pinguicula elongata

### PhầnMicranthus
- Pinguicula algida
- Pinguicula alpina: Alpine butterwort

Pinguicula emarginata

- Pinguicula ramosa
- Pinguicula variegata

### PhầnTemnoceras
- Pinguicula clivorum
- Pinguicula crenatiloba
- Pinguicula emarginata
- Pinguicula gracilis
- Pinguicula immaculata

## Incertae sedis
- Pinguicula chuquisacensis